# خروس‌وزن (هنرهای رزمی ترکیبی)

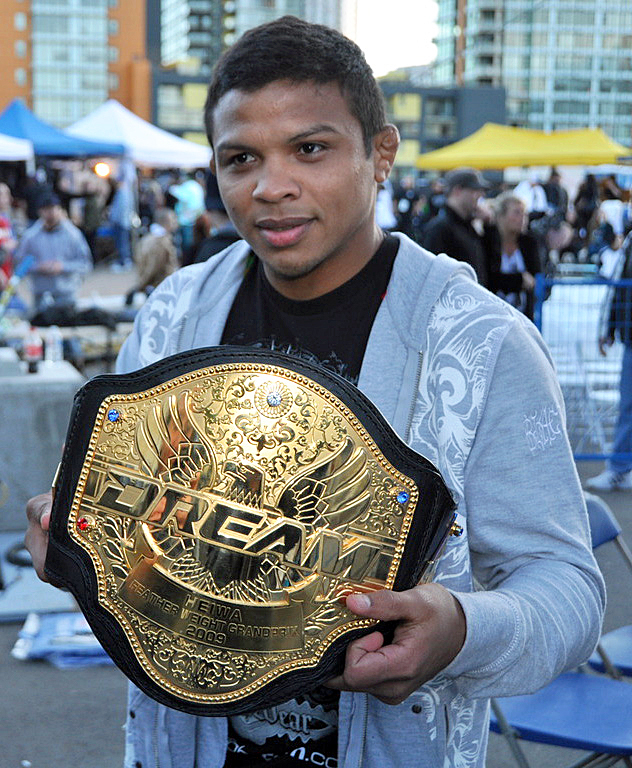
بیبیانو فرناندز ، مبارز خروس وزن هنر های رزمی ترکیبی اهل برزیل

خروس‌وزن (انگلیسی: Bantamweight) از دسته‌های وزنی هنرهای رزمی ترکیبی است، که ورزشکاران بین ۱۲۵ تا ۱۳۶ پوند (۵۷٫۲ تا ۶۱٫۳ کیلوگرم) را در بر می‌گیرد. دسته خروس‌وزن، سنگین‌تر از مگس‌وزن و سبک‌تر از پروزن می‌باشد. در مسابقات حرفه‌ای هنرهای رزمی ترکیبی مانند سازمان یواف‌سی، شاخه خروس‌وزن در بخش زنان سومین و در مسابقات مردان دومین دسته وزنی از ورزشکاران را تشکیل می‌دهد.